# Matúš Putnocký
Matúš Putnocký (Prešov, 1º novembre 1984) è un calciatore slovacco, portiere dell'FC Košice.
Dal 2011 al 2013 è convocato otto volte dalla Nazionale slovacca, senza scendere mai in campo. Vanta 16 presenze nelle competizioni europee.
Gioca 30 incontri nella stagione 2016-2017, tenendo inviolata la propria porta in 18 sfide.

## Palmarès
- Coppa di Slovacchia: 4

Košice: 2008-2009
Slovan Bratislava: 2009-2010, 2010-2011, 2012-2013
- Supercoppa di Slovacchia: 1

Slovan Bratislava: 2010
- Campionato slovacco: 2

Slovan Bratislava: 2010-2011, 2012-2013
- Supercoppa di Polonia: 1

Lech Poznań: 2016